# Duran Duran
Duran Duran je britanska new wave skupina, ustanovljena leta 1978 v Birminghamu, ki je aktivna še danes. Prvotno skupino so sestavljali člani Nigel John Taylor (bas, kitara in back vokal), Nick Rhodes (klaviature), Simon Le Bon (vokal po letu 1980), Roger Taylor (bobni po 1979–1985, 2001–) in Andy Taylor (kitara in back vokal od 1980–1986, 2001–2006).
Največji uspeh je skupina doživljala v 1980. letih. Leta 2022 so bili sprejeti v Hram slavnih rokenrola.

## Zasedba
- Simon Le Bon: vokal (1980–)
- Nick Rhodes: klaviature, back vokal (1978–)
- Nigel John Taylor: bas kitarist, back vokal (1979–1997, 2001–)
- Dom Brown (2006–)
- Roger Taylor: bobnar (1979–1985, 1994, 2001–)
- Andy Taylor: kitarist, back vokal (1980–1986, 2001–2006)
- Warren Cuccurullo: kitarist, back vokal (1989–2001)
- Sterling Campbell: bobnar (1989–1991)
- Stephen Duffy: vokal (1978–1979)
- Andy Wickett: vokal, piano (1979–1980)
- Jeff Thomas: vokal (1979–1980)
- Alan Curtis: kitarist (1979)
- Simon Colley: bas kitarist, klarinet (1978–1979)

## Diskografija

### Albumi
- Duran Duran (1981)
- Rio (1982)
- Seven and the Ragged Tiger (1983)
- Notorious (1986)
- Big Thing (1988)
- Liberty (1990)
- The Wedding Album (1993)
- Thank You (1995)
- Medazzaland (1997)
- Pop Trash (2000)
- Astronaut (2004)
- Red Carpet Massacre (2007)
- All You Need Is Now (2010)
- Paper Gods (2015)
- Future Past (2021)